# Trentepohlia flava
Trentepohlia flava är en tvåvingeart som först beskrevs av Enrico Adelelmo Brunetti 1918.  Trentepohlia flava ingår i släktet Trentepohlia och familjen småharkrankar. Inga underarter finns listade i Catalogue of Life.